# Palagruža
Palagruža [ˈpalaˈgruːʒa] (von griech. πέλαγος ‚Meer‘; ital. Pelagosa) ist eine zu Kroatien gehörende unbewohnte Inselgruppe (Vela Palagruža, Mala Palagruža, Kamik od Tramuntane, Kamik od Oštra und Galijula) im Adriatischen Meer. Die Inseln sind die vom Festland am weitesten entfernten Inseln in der Adria, ein 800 km langer Meeresarm des Mittelmeers, der hier nur 140 km breit ist. Sie liegen 52 km östlich vom italienischen Terre di Catalunga auf der Gargano-Halbinsel und 42 km westlich vom kroatischen Kap Kanula auf der Insel Sušac. An klaren Tagen kann man die Insel von beiden Seiten der Adria sehen, da sie über mehr als 100 m aufragt.

## Geographie
Die Hauptinsel Vela Palagruža („Groß-Palagruža“) ist bei einer Fläche von 0,286 km² etwa 1450 m lang und 280 m breit. Daneben besteht eine weitere Insel sowie etwa 20 Felsnadeln. 5 km östlich von Palagruža liegt der Felsen Galijula. Die Inselgruppe umfasst eine Fläche von 0,32 km². Der Bergrücken, der sich über die gesamte Insel zieht, weist an seinem Westende eine Höhe über dem Meeresspiegel von 103 m auf. Die niedrigere Seite bildet zwei Plateaus. Diese sind Salamandrija etwa in der Mitte der Hauptinsel und Jankotova njiva am Ostende. Die beiden Buchten Zolo und Storo Vloka – die eine öffnet sich südwärts, die andere westwärts – ermöglichen kleinen Wasserfahrzeugen die Anlandung.
Mala Palagruža umfasst 0,027 km², ist unregelmäßig geformt, dabei 370 m lang und 170 m breit. Die Insel ist noch unzugänglicher und rauer als ihre große Nachbarin. Sie ragt an zwei Stellen recht hoch empor, an einer bis zu 50 m. Zwischen diesen liegt ein kleines Plateau namens Popina njiva. Darunter befindet sich die unter Schutz stehende Medvidina-Höhle nebst einem ostwärts gerichteten Strand.
Systematische Wetteraufzeichnungen begannen im Jahr 1894. Palagruža hat aufgrund seiner maritimen Lage ein für Kroatien ungewöhnliches Klima. Es weist sehr milde Winter und heiße Sommer auf. Die Jahresdurchschnittstemperatur liegt bei 16,2 °C., die jährliche Sonnenscheindauer liegt bei über 2620 Stunden. Zudem wehen 104 Tage im Jahr starke Winde, 21 Tage Stürme. Nirgendwo auf den kroatischen Inseln regnet es so wenig, denn die Niederschläge erreichen nur 304 mm in einem durchschnittlichen Jahr. Das Klima und die Vegetation ähneln denen des Südens der Insel Kreta, Gibraltars und sogar Teilen von Nordafrika. Die Flora unterscheidet sich deshalb von der im übrigen Dalmatien. Die Inselgruppe hat eine mediterrane Vegetation. Sie ist ein Naturreservat mit vielen endemischen Pflanzen und Tieren. Entsprechend dem Klima existieren keine Bäume, sondern nur mediterrane Hartlaubvegetation, wobei Baum-Wolfsmilch hervorsticht.

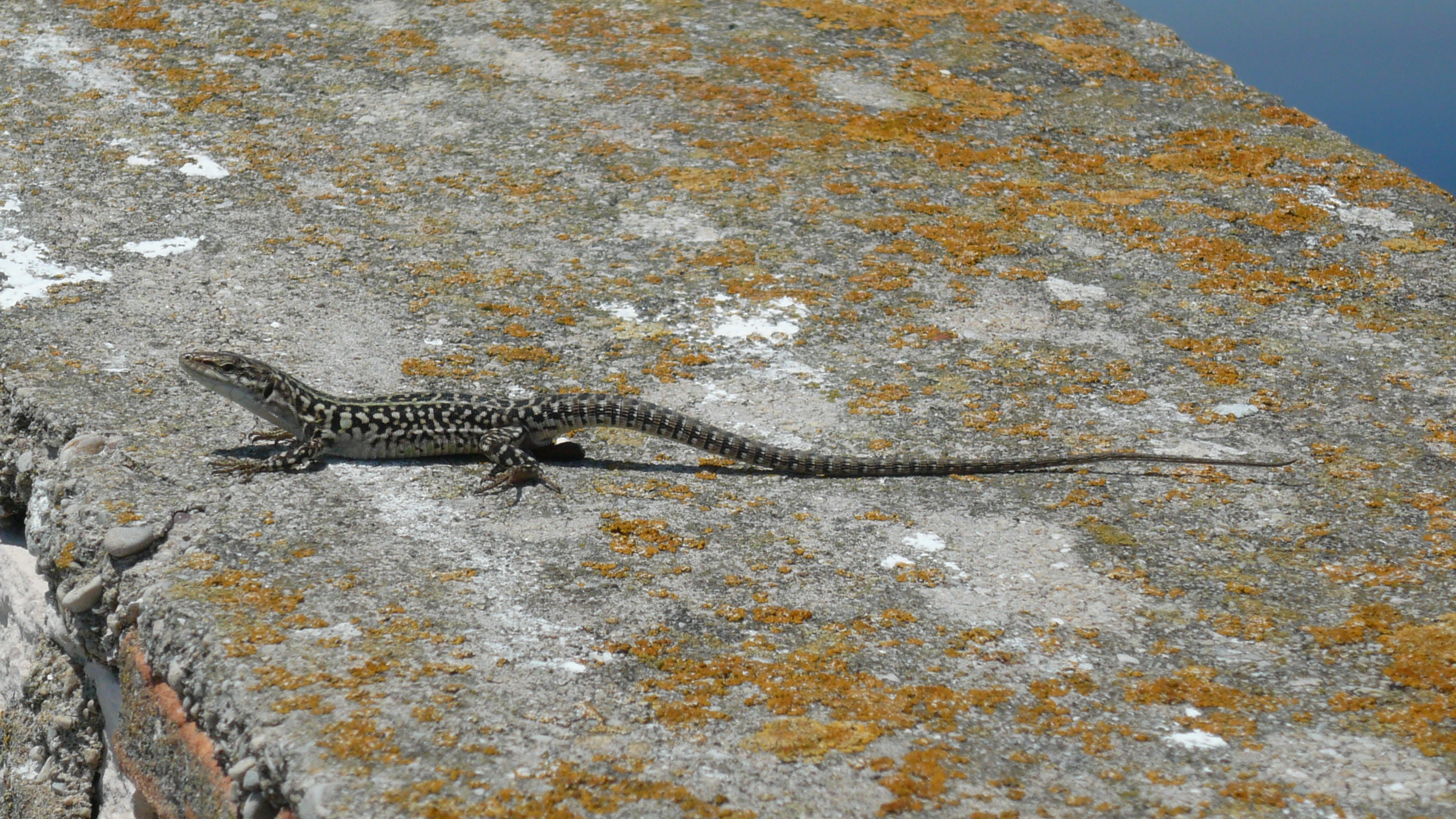
Eine Ruineneidechse

Entstanden ist die Insel aufgrund tektonischer Bewegungen der Apulischen Platte, die wiederum vom Apennin im Westen und dem Dinarischen Gebirge im Osten verengt wird, was zu komplexen Subduktionsprozessen führte. Einige Bruchstücke der Platte bewegten sich unter hohem Druck entlang der entstehenden Faltungslinien und wurden dabei über den heutigen Meeresspiegel hinaus angehoben. Wahrscheinlich liegt die Insel auf einem sehr tiefen Salzstock, auf dem der Fels aufgelagert wurde. Die ältesten Sedimente finden sich entlang des gesamten Bergrückens und bestehen aus stark deformierten Siliziklastika; hinzu kommen Carbonate und Gips. Die nächstjüngere Lage bilden Dolomite aus dem späten Trias. Nachweise für Vulkanismus gibt es nicht; die Nord- und die Südseite weisen unterschiedliche Strukturen und Materialzusammensetzungen auf.

## Geschichte

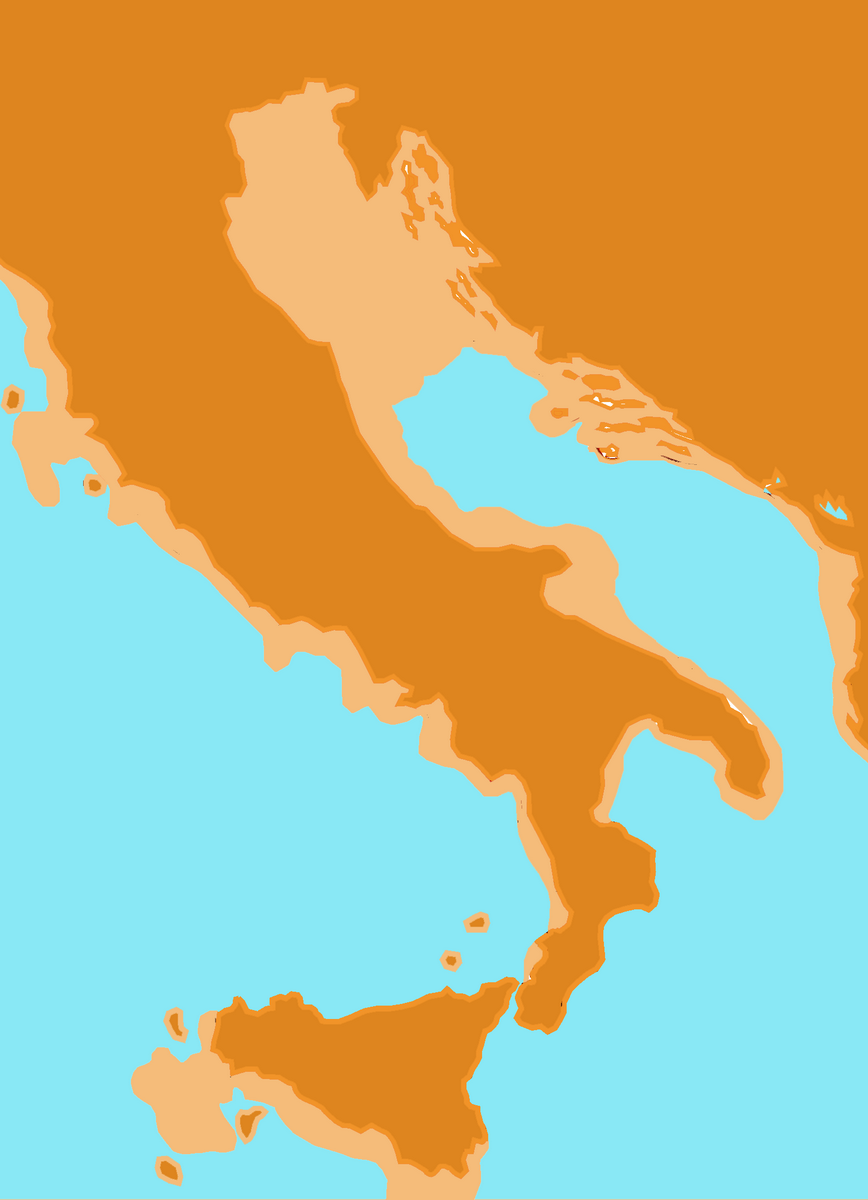
Die Adria zur Zeit der letzten Maximalausdehnung der Gletscher: Palagruža war eine deutlich größere Insel in der durch das Sinken des Meeresspiegels geschrumpften Adria

Ausschließlich auf der Hauptinsel wurden menschliche Spuren aus der Jungsteinzeit entdeckt, nämlich in Jankotova njiva, wobei der Meeresspiegel zur Zeit des letzten eiszeitlichen Maximus bis zu 130 m unterhalb des heutigen Niveaus lag; so nimmt man um 19.000 v. Chr. einen 133 m tieferen Meeresspiegel in der mittleren Adria an. Danach stieg das Niveau nach und nach wieder an, doch um 6000 v. Chr., als die ersten Bauern an der Adria erschienen, lag er immer noch 16 m unterhalb des heutigen Niveaus, um 3000 v. Chr. noch immer 4 m. Während jedoch der Meeresspiegel wieder anstieg, wurde die Insel weiterhin tektonisch gehoben. So lag der Meeresspiegel an der Küste der Insel selbst um 6000 v. Chr. 2 m, um 4000 v. Chr. 4 m höher als heute, um danach erst wieder auf das heutige Niveau abzusinken. Die Annahme, der 133 m tiefere Meeresspiegel hätte vor 21.000 Jahren aus der Insel Palagruža einen Teil des Festlands gemacht, weil der Kanal zwischen der Insel und dem Gargano nur 128 m tief ist, trifft nicht zu, weil die ununterbrochene Hebung der Insel dazu führte, dass inzwischen der Kanal auf eine Tiefe von über 160 m geschätzt wird. Der Kanal, der Palagruža vom Festland trennte, war demnach immer noch 30 m tief. Allerdings war die Adria zu dieser Zeit erheblich schmaler, die Küsten nur noch 35 km entfernt. Mit dem wieder ansteigenden Meeresspiegel schrumpfte Palagruža erheblich.
Eine wesentliche Bedingung für die frühen Seefahrer war, dass die Insel drei Strände aufweist, an denen eine Landung möglich war. Außerdem stellte die Trinkwasserversorgung auf der regenarmen Insel ein großes Problem dar. Die älteste bekannte Zisterne entstand bereits in der Antike. Auch Feuerholz lässt sich auf der Insel nicht gewinnen, denn dort wächst kein einziger Baum. Mehrere Inseln mitten in der Adria, vor allem Palagruža selbst, bildeten schon früh eine Art Brücke über die Adria, frühneolithische Funde auf Sušac bestätigen dies. Zugleich begünstigten die Strömungsverhältnisse in dem Meeresarm die Überquerung gerade an dieser Stelle, und die hoch aufragende Insel war eine wesentliche Landmarke für die frühen Seefahrer, im Gegensatz etwa zum westwärts gelegenen, 45 km entfernten, aber eher flachen Pianosa. Trotz der Erdkrümmung war Palagruža im Umkreis von etwa 40 km leicht zu sehen.
Erste Untersuchungen auf der Insel begannen 1876 durch Carlo de Marchesetti und Sir Richard Burton in der Nähe des Leuchtturms, wobei ersterer eine Art Begräbnis beschrieb, denn er fand eine Steinspitze in einem Skelett. Burtons Veröffentlichung enthält noch weniger archäologische Überlegungen, wiewohl er ein Schlachtfeld und eine Begräbnisstätte andeutet, doch tauchten weiterhin immer wieder Artefakte auf. Einige Fundstücke fanden ihren Weg in das Archäologische Museum Zagreb und das von Split, aber auch in private Sammlungen. Diese Situation änderte sich erst 1992, als Archäologien aus Split und von der University of Birmingham die Oberfläche absuchten (survey) und dabei so viele Artefakte fanden, dass sie die Untersuchungen im nächsten Jahr fortsetzten. Weitere folgten 1996 und 2002 bis 2009. Wichtigste Fundstätte war das etwa 2000 m² umfassende Salamndrija, 55 m oberhalb von Zolo gelegen, beinahe am Fuß des Leuchtturms. Dort fand sich ein Heiligtum des Diomedes, das allerdings von den Römern durch eine starke Festung ersetzt wurde. An deren Stelle wiederum entstand eine Michaelskirche sowie Zisternen. Diese Bauwerke wurden wiederum im Ersten Weltkrieg durch österreichisches Artilleriefeuer zerstört. Schließlich bauten Italiener zwischen den Kriegen Betonstrukturen, um die Insel zu verteidigen, die Italien für sich beanspruchte. Von den jungsteinzeitliche Artefakten befand sich dort fast nichts mehr, jedoch an den recht steilen nördlichen Abhängen unterhalb. Dazu zählen etwa 4600 Tonscherben, etwa solche aus dem 6. bis 4. Jahrtausend v. Chr., die sich stark von der ab 3000 v. Chr. unterscheidet; aus dieser Epoche stammt der ganz überwiegende Teil der Artefakte.
Im 16. und 17. Jahrhundert fuhren Bewohner der Insel Hvar nach Palagruža, um dort auf den sanfteren Nordhängen Weizen anzubauen. Das kultivierbare Land umfasste immerhin 7 ha. Möglicherweise diente dieser Anbau von Getreide aber auch nur als Vorwand, um sich mit Fischfang zu befassen. In der zweiten Hälfte des 18. Jahrhunderts ereignete sich ein Erdrutsch am Ostende von Zolo, dem zwei Dutzend Fischer von Hvar zum Opfer fielen. Außerdem verkleinerten die Felsmassen den Strand erheblich.
Die Insel gehörte bis 1918 zu Österreich-Ungarn. Seit 1874/75 befindet sich in 90 m Höhe, rund 50 m östlich des höchsten Berges der Hauptinsel der einzige bemannte Leuchtturm, erbaut durch Antonio Topich und den Ingenieur Richard Hänisch. Baubeginn war am 19. Mai 1874, zuerst leuchtete er am 20. September 1875. Zugleich wurde ein Pfad nach Zolo gebaut. Eine Reihe von Ruinen ehemaliger Gebäude temporärer Bewohner befindet sich immer noch auf der Insel. Beschäftigt waren in der Bauphase vielleicht 100 Männer, als 1876 Burton auf der Insel war, lebten dort noch fünf „assistants“ und zwei Frauen.

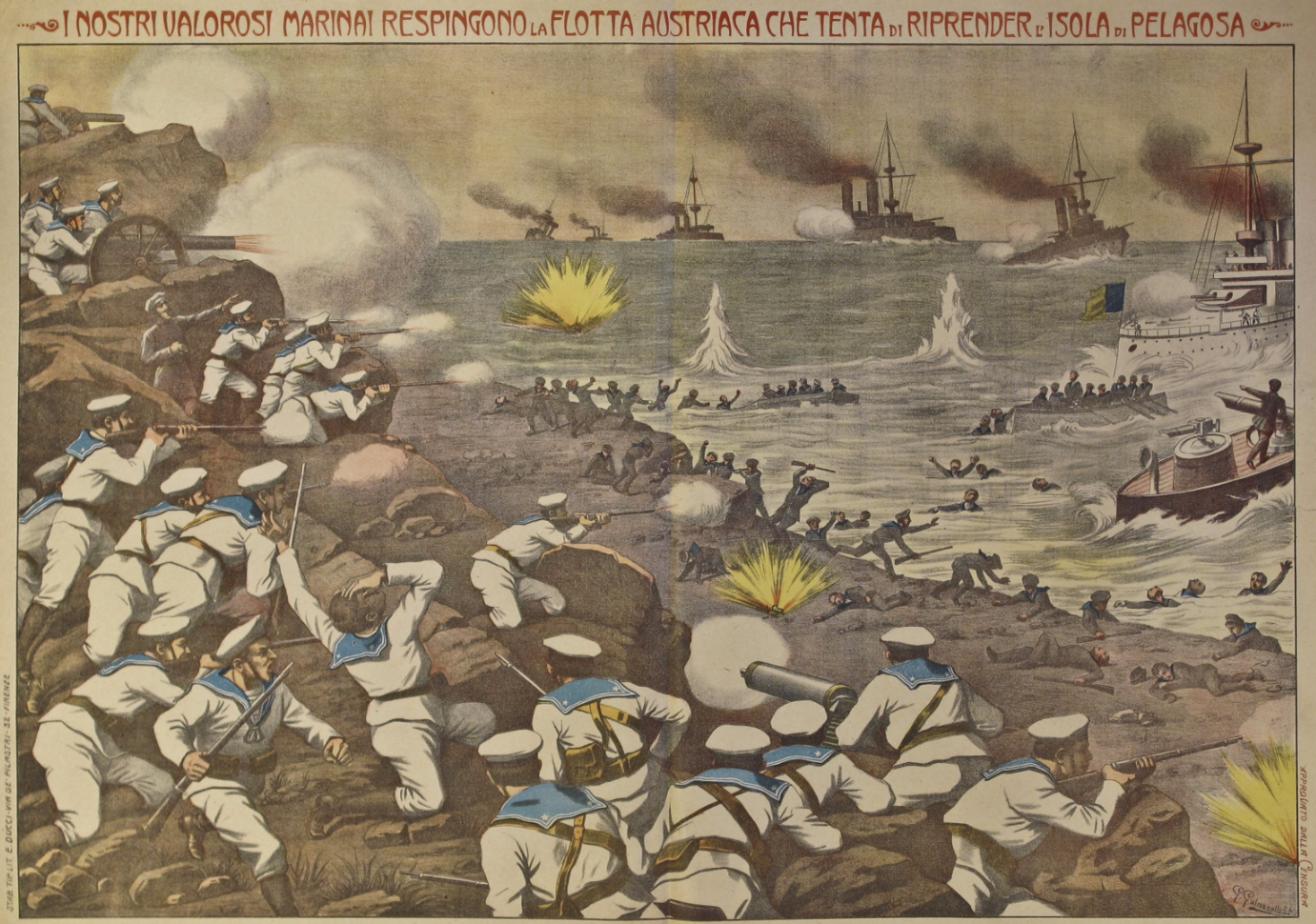
Giovanni Gulmanelli: (1857–1931) „I nostri valorosi marinai respingono la flotta austriaca che tenta di riprender l'isola di Pelagosa“ (‚Unsere mutigen Seeleute schlagen den Angriff der österreichischen Flotte zurück, die versucht Pelagosa zurückzuerobern‘); von der Zensur genehmigt. Die kanadische Victoria Daily Times vermeldete die offizielle Meldung von dem erfolglosen Angriff durch „twenty austrian warships and one aeroplane“

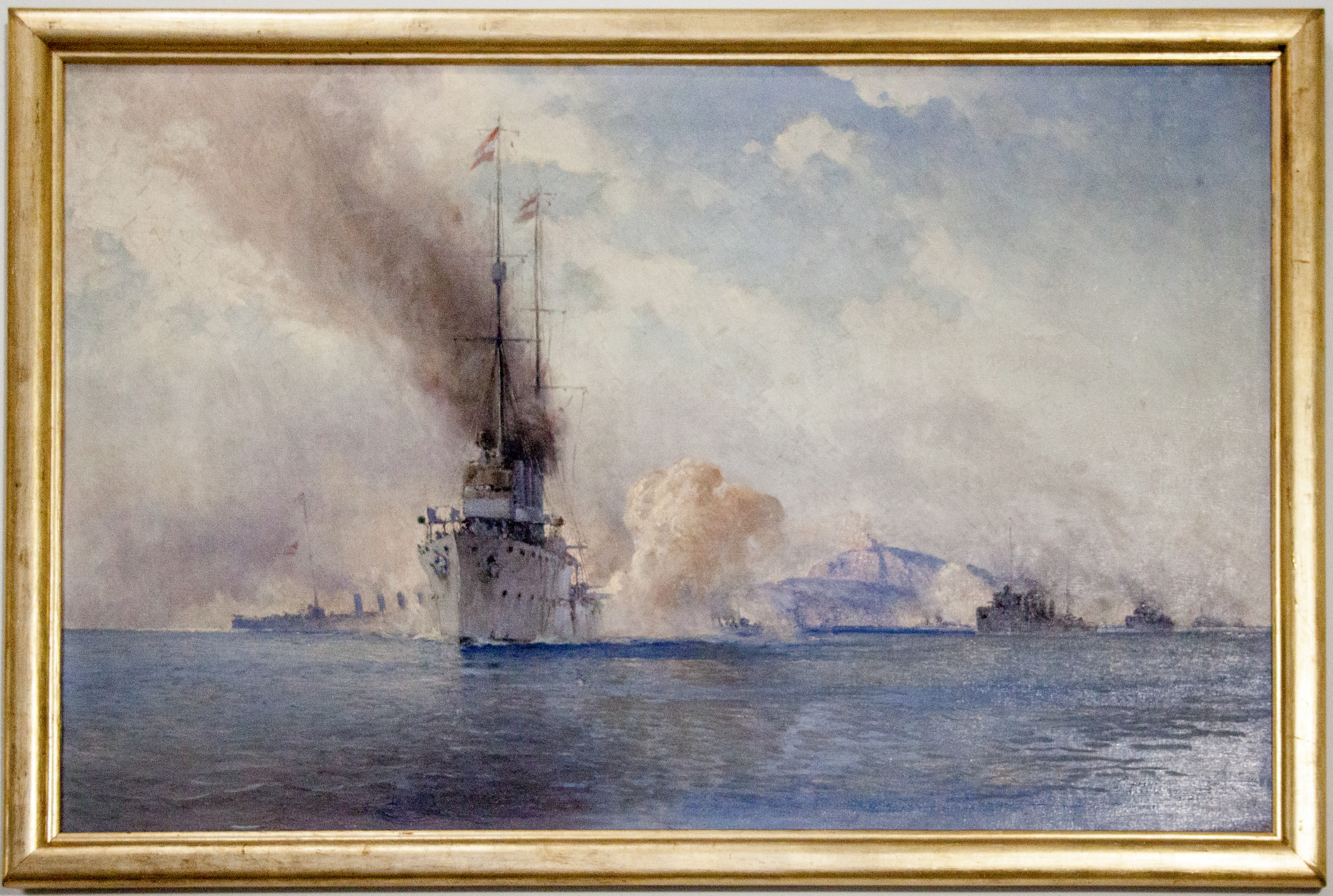
August von Ramberg: Die Beschießung der Insel Pelagosa am 23. Mai 1915

Am 11. Juli 1915 wurde die Insel von Italien erobert, aber bereits zwei Tage später durch den Zerstörer SMS Tatra beschossen. Bei Gegenmaßnahmen der österreichischen Marine kam es am 18. Juli zur Versenkung des Panzerkreuzers Giuseppe Garibaldi durch das U-Boot U 4  unter dem Kommandanten Rudolf Singule. In der Folge versuchte die österreichische Marine zunächst erfolglos am 28. Juli die Rückeroberung. Am 5. August 1915 konnte das italienische U-Boot Nereide durch das U-Boot U 5 unter dem Kommando von Georg Ludwig von Trapp vor der Insel versenkt werden, bevor am 17. August 1915 die Rückeroberung gelang. Schließlich kam es am 15. Mai 1917 zum größten inneradriatischen Kampf während des Krieges, dem Seegefecht in der Straße von Otranto. Es blieb jedoch letztlich ohne strategische Folgen.
Die unbewohnte Insel wurde nach Kriegsende an Italien abgetreten, dann, gemäß Art. 11 des Pariser Friedensvertrags von 1947, von Italien an Jugoslawien.

## Belege
1. ↑  Stašo Forenbaher: Special Place, Interesting Times. The island of Palagruža and transitional periods in Adriatic prehistory, Archaeopress, Oxford 2018, S. 8.
2. ↑  Carlo de Marchesetti: Descrizione dell'isola di Pelagosa, in: Bollettino della Società Adriatica delle Scienze Naturali, 2 (1876) 283–306.
3. ↑  Richard Burton: Visit to Issa and Pelagosa, in: The Journal of the Royal Geographical Society of London 49 (1879) 151–190, hier: S. 179, 181 (online, PDF).
4. ↑  Victoria Daily Times, 18. August 1915